# Re-Logic
Re-Logic é uma desenvolvedora e editora independente de jogos americana com sede em Indiana. Foi fundada por Andrew Spinks em 2011. A empresa é mais conhecida por desenvolver e publicar Terraria, um videogame sandbox de ação e aventura em 2D.

## História
A Re-Logic foi fundada no início do ciclo de desenvolvimento de Terraria, começando em janeiro de 2011, por Andrew Spinks.   O jogo foi lançado para Microsoft Windows em 16 de maio de 2011  e recebeu várias atualizações posteriormente. Em fevereiro de 2012, os desenvolvedores da Re-Logic anunciaram que Terraria receberia um patch final de correção de bug,  mas o desenvolvimento foi retomado em 2013.  Na E3 2019, a Re-Logic anunciou a atualização final do jogo. A atualização 1.4 Journey's End foi lançada em 16 de maio de 2020. A Re-Logic afirmou que gostaria de trabalhar em outros projetos após esta atualização.
Terraria teve vários lançamentos de console, que incluem o PlayStation 3 em 26 de março de 2013,  Xbox 360 em 27 de março de 2013,  PlayStation Vita em 11 de dezembro de 2013,  PlayStation 4 em 11 de novembro de 2014,  Xbox One em 14 de novembro de 2014,  o Nintendo 3DS em 10 de dezembro de 2015,  e o Wii U em junho de 2016.  O jogo também foi lançado para iOS em 29 de agosto de 2013,  para Android em 13 de setembro de 2013,  e para Windows Phone em 12 de setembro de 2014. 
A empresa publicou Pixel Piracy, um videogame de estratégia em tempo real com rolagem lateral, para Windows, macOS e Linux em 1 de dezembro de 2013,  para PlayStation 4 em 16 de fevereiro de 2016,  e para Xbox One em 16 de fevereiro de 2016.  Em 21 de fevereiro de 2017, a Re-Logic publicou Pixel Privateers, um videogame de estratégia baseado em turnos para Windows. 
Em fevereiro de 2015, a Re-Logic iniciou o desenvolvimento de Terraria: Otherworld, um jogo ambientado no mesmo universo de Terraria. O jogo foi anunciado em um teaser trailer em 16 de fevereiro de 2015,  no entanto, em 13 de abril de 2018, o jogo foi cancelado por estar muito atrasado e longe da visão que a Re-Logic tinha para ele. 
Em 2019, em resposta ao número crescente de jogos se tornando exclusivos da Epic Games Store, o vice-presidente da Re-Logic, Whitney Spinks, afirmou que nenhum título da Re-Logic se tornaria exclusivo da Epic Games Store, acrescentando que a empresa nunca "venderia [suas] almas" por qualquer quantia de dinheiro. 
Em fevereiro de 2021, Andrew Spinks teve um desentendimento público com o Google sobre a suspensão inexplicável da conta do Google da Re-Logic/Spinks três semanas antes,  perdendo acesso a seu canal no YouTube, Gmail e Google Drive.  Ele anunciou que, como resultado, Terraria não viria para o Stadia  e que a Re-Logic não lançaria nenhum novo projeto nas plataformas Google no futuro.   Um mês depois, a Re-Logic acertou com o Google a suspensão da conta do Google de Spinks e confirmou que Terraria iria para o Stadia.  O jogo foi lançado na plataforma em março de 2021. 

## Jogos

### Desenvolvidos
- Terraria (2011)

### Publicados
- Pixel Piracy (2015)
- Pixel Privateers (2017)